# Au pays de l'exorcisme
Pour plus de détails, voir Fiche technique et Distribution.
Au pays de l'exorcisme (Il paese del sesso selvaggio) est un film italien réalisé par Umberto Lenzi, sorti en 1972.

## Fiche technique
- Titre français : Au pays de l'exorcisme ou Cannibalis, au pays de l'exorcisme
- Titre original italien : Il paese del sesso selvaggio
- Réalisation : Umberto Lenzi
- Scénario : Francesco Barilli et Massimo D'Avak
- Production : Ovidio G. Assonitis et Giorgio Carlo Rossi
- Sociétés de production : Medusa Produzione et Roas Produzioni
- Musique : Daniele Patucchi
- Photographie : Riccardo Pallottini
- Montage : Eugenio Alabiso
- Costumes : Ettora Marotti
- Pays d'origine : Italie
- Langues : italien, birman, thai
- Format : Couleurs - 2,35:1 - Mono - 35 mm
- Genre : Aventure, horreur
- Durée : 93 minutes
- Dates de sortie : 8 août 1972 (Italie), 19 juin 1974 (France)
- Film interdit aux moins de 18 ans lors de sa sortie en salles en France. Interdit aux moins de 16 ans aujourd'hui.

## Distribution
- Ivan Rassimov : John Bradley
- Me Me Lai : Marayå
- Pratitsak Singhara : Taima
- Sullalewan Suxantat : Karen
- Ong Ard : Lahuna
- Prapas Chindang : Chuan
- Pipop Pupinyo : Mihuan
- Tuan Tevan : Tuan
- Chit : un cannibale
- Song Suanhad : le sorcier
- Pairach Thaipradt : Thai

## Autour du film
- Le tournage s'est déroulé à Bangkok, en Thaïlande.
- À noter, une petite apparition du producteur et scénariste Luciano Martino en tant que client du bar.